# Рудня-Шпилівська
Рудня-Шпилівська — село в Україні, у Іванківській селищній громаді Вишгородського району Київської області. Населення становить 107 осіб.

## Історія
7 (20) листопада 1917 року, відповідно до Третього Універсалу Української Центральної Ради, увійшло до складу Української Народної Республіки.
19 липня 2020 року, в результаті адміністративно-територіальної реформи та ліквідації Іванківського району, село увійшло до складу новоутвореного Вишгородського району.
З кінця лютого до 1 квітня 2022 року під час російсько-української війни село було окуповане російськими військами.

## Населення

### Мова
Розподіл населення за рідною мовою за даними перепису 2001 року:
| Мова       | Кількість | Відсоток |
| ---------- | --------- | -------- |
| українська | 106       | 99.07%   |
| російська  | 1         | 0.93%    |
| Усього     | 107       | 100%     |